# Scomberesox saurus saurus
Scomberesox saurus saurus is een ondersoort van de straalvinnige vissen uit de familie van de makreelgepen (Scomberesocidae). De wetenschappelijke naam van de soort is voor het eerst geldig gepubliceerd in 1792 door Walbaum.